# Prix littéraire de la fondation Kościelski
Le prix littéraire de la Fondation Kościelski (connu également sous le nom de prix Kościelski) est un prix littéraire polonais, fondé en 1959 et décerné depuis 1962 par la Fondation Kościelski, dont le siège est à Genève. La Fondation a été créée par la volonté de Madame Monika Kościelska décédée en 1959, veuve de Władysław Kościelski (pl), éditeur et poète.
Le prix de la Fondation honore les meilleurs poètes et écrivains polonais en prose n'ayant pas encore atteint l'âge de 40 ans (à quelques exceptions près), qu'ils vivent en Pologne ou à l'étranger. La valeur du prix n'est pas fixe et varie en fonction des revenus des valeurs mobilières, ainsi que du nombre de lauréats. Ayant un grand prestige dans les cercles littéraires, il est parfois appelé le Nobel polonais pour les écrivains de moins de quarante ans.
Les lauréats sont choisis par un jury indépendant dont les membres sont nommés par le Conseil de Fondation et qui exercent leurs fonctions à titre bénévole. La composition actuelle du jury (depuis 2009) est la suivante : François Rosset (président), Ewa Bieńkowska (pl), Włodzimierz Bolecki (pl), Jerzy Jarzębski (pl), Zygmunt Marzys (d), Maciej Morawski, Jacek Sygnarski, Tomasz Różycki, Ewa Zając (d), Jan Zieliński (pl).
Jusqu'en 1989, la remise des prix a lieu à Genève, puis alternativement à Varsovie et Cracovie et Miłosław (dans un palais, qui était la propriété de la famille Kościelski).

## Les lauréats
1962
- Andrzej Brycht (pl)
- Andrzej Busza (pl)
- Sławomir Mrożek
- Jan Rostworowski (pl)

1963
- Zbigniew Herbert
- Zygmunt Kubiak (pl)
- Jan Winczakiewicz (pl)

1964
- Bogdan Czaykowski (pl)
- Wiesław Dymny (pl)
- Tadeusz Konwicki
- Zofia Romanowiczowa
- Bogdan Wojdowski (pl)

1965
- Tadeusz Chabrowski (pl)
- Andrzej Kijowski
- Marian Ośniałowski (pl)
- Wiktor Woroszylski

1966
- Henryk Grynberg
- Gustaw Herling-Grudziński
- Włodzimierz Odojewski (pl)

1967
- Jarosław Abramow-Newerly (pl)
- Tadeusz Nowak (pl)
- Jarosław Marek Rymkiewicz (pl)

1968
- Jan Błoński
- Konstanty Jeleński
- Marek Nowakowski (pl)
- Ryszard Przybylski (pl)
- Marek Skwarnicki (pl)

1969
- Jan Parowski
- Urszula Kozioł
- Jerzy Kwiatkowski
- Mieczysław Paszkiewicz
- Alina Witkowska

1970
- Jerzy Gierałtowski
- Janina Kowalska (Hanna Świderska)
- Kazimierz Orłoś

1971
- Bohdan Cywiński
- Adam Czerniawski
- Jerzy Harasymowicz
- Zygmunt Haupt
- Wacław Iwaniuk
- Zbigniew Żakiewicz

1972
- Stanisław Barańczak
- Bonifacy Miązek
- Edward Stachura
- Władysław Lech Terlecki

1973
- Tomasz Burek
- Janusz A. Ihnatowicz
- Ewa Lipska
- Alicja Lisiecka

1974
- Jerzy W. Borejsza
- Alicja Iwańska
- Edward Redliński

1975
- Wojciech Karpiński
- Julian Kornhauser
- Marcin Król
- Paweł Łysek
- Adam Zagajewski

1976
- Bolesław Kobrzyński
- Ryszard Krynicki
- Bogdan Madej
- Joanna Pollakówna

1977
- Ewa Bieńkowska
- Maciej Broński (Wojciech Skalmowski)
- Małgorzata Szpakowska
- Bolesław Taborski

1978
- Piotr Wojciechowski

1979
- Jerzy Mirewicz

1980
- Józef Baran
- Jerzy Pluta
- Janusz Węgiełek

1981
- Janusz Anderman
- Krzysztof Dybciak
- Anna Frajlich-Zając
- Jan Komolka

1982 : non décerné
1983
- Stefan Chwin
- R.P. Jan Góra
- Antoni Pawlak
- Jan Polkowski
- Stanisław Rosiek

1984
- Bronisław Maj
- Tadeusz Korzeniewski

1985
- Jerzy Jarzębski

1986
- Tomasz Jastrun
- Adam Michnik
- Leszek Szaruga

1987 : non décerné
1988
- Paweł Huelle
- Piotr Sommer

1989
- Włodzimierz Bolecki
- Jerzy Pilch
- Krzysztof Rutkowski

1990
- Grzegorz Musiał
- Bronisław Wildstein
- Marek Zaleski
- Wisława Szymborska

1991
- Andrzej Bart
- Marian Stala

1992
- Krzysztof Myszkowski
- Aleksandra Olędzka-Frybesowa

1993
- Marzanna Bogumiła Kielar
- Artur Szlosarek

1994
- Maciej Niemiec
- Tadeusz Słobodzianek
- Marek Wojdyło

1995
- Magdalena Tulli
- Andrzej Stasiuk

1996
- Jacek Baczak
- Marcin Świetlicki

1997
- Olga Tokarczuk
- Andrzej Sosnowski (pl)

1998
- Przemysław Czapliński
- Jacek Podsiadło

1999
- Adam Wiedemann (pl)
- Arkadiusz Pacholski (pl)

2000
- Michał Paweł Markowski (pl)
- Wojciech Wencel (pl)

2001
- Jerzy Sosnowski (pl)

2002
- Olga Stanisławska

2003
- Dawid Bieńkowski

2004
- Tomasz Różycki

2005
- Jacek Dehnel

2006
- Jolanta Stefko (pl)

2007
- Mikołaj Łoziński

2008
- Jacek Dukaj

2009
- Tadeusz Dąbrowski

2010
- Marcin Kurek

2011
- Andrzej Franaszek

2012
- Andrzej Dybczak (pl)

2013
- Krystyna Dąbrowska (pl)

2014
- Krzysztof Siwczyk (pl)

2015
- Szczepan Twardoch

2016
- Maciej Płaza (pl)

2017
- Urszula Zajączkowska (pl)

2018
- Joanna Czeczott (pl)

2019
- Aldona Kopkiewicz (pl)

2020
- Małgorzata Rejmer (pl)

2021
- Jan Baron (pl)

2022
- Bartosz Sadulski (pl)

2023
- Urszula Honek (pl)